# Citroën 2CV
Citroën 2CV ("deux chevaux", fransk for "to heste") var en simpel personbil fra Citroën som blev solgt fra 1948 til og med 1990, hvor produktionen blev indstillet på grund af nye, restriktive krav til katalysatorer og udstødningsgasser. Modellen gennemgik i løbet af produktionsperioden nogle få ydre og en række indre ændringer. 2CV er kendt for sin karakteristiske form og enkelhed, men også for sin stærkt begrænsede motorkraft, hvor topmodellen havde 29 hestekræfter. Motorvolumen varierede fra 375 cm³ til 602 cm³ (0,6 liter), hvoraf sidstnævnte havde en tophastighed på 115 km/t.

## Historie
Allerede i 1935 havde André Citroën en plan om at lave en lille bil til de franske bønder til erstatning for en hestevogn. Bilen gik i udviklingsperioden under navnet TPV (Toute Petite Voiture). Citroën selv levede ikke til at se introduktionen af 2CV'en. Han døde i 1935, og på det tidspunkt var fabrikken overtaget af Michelin. De troede på TPV'en, og manden, der tilendebragte projektet og gav fødsel til 2CV'en som vi kender den i dag, var Pierre Boulanger. Hans mission lød: "Byg en økonomisk bil til den franske bonde, muligvis en passager og nogen varer, i hvilken han kan køre til og fra sin mark, men også til kirke. Derfor skal der være højde nok i bilen til at bære hat." Bilkonstruktøren var ingeniøren André Lefèbvre.

## Kælenavne
2CV'en fik mange kælenavne, blandt andet gyngehest, presset citron, studenterjaguar, pædagogjaguar, Christiania-Jeep og fransk sardindåse

## Konstruktionen
Selv om bilen var enkel, var den baseret på en for tiden teknisk avanceret løsning med tandstangstyring og uafhængig affjedring på alle fire hjul. Oprindelsen til «to heste» refererer til de daværende franske regler om beskatning af biler efter motorens størrelse, betegnelsen CV kan derfor findes på mange ældre franske biler. Renault 4CV, Citroën Traction Avant 7CV osv. Efter 602ccm motoren blev introduceret til brug i 2CV, kunne man vælge en 2CV4 med den lille motor og en 2CV6 med den store motor, 2CV6 burde logisk hedde 3CV da den lige smuttede op over 2CV grænsen men da skattehestene da var droppet, og 2CV navnet var indarbejdet valgte man at bibeholde navnet. Men på nogle markeder, f.eks. det Sydamerikanske, kaldes 2CV6 for 3CV. 
Bilen var kendt for at kunne komme frem i al slags terræn og en af de mest kendte "tests", den gennemførte var, at den skulle kunne køre over en pløjemark med en bakke æg, uden nogen af dem gik i stykker. 2CV er omgivet af myter, blandt andet at den skulle være blevet forbudt i Sverige i 1969, fordi den angiveligt skulle være farlig at køre galt i. Sandheden er at den, som så mange andre biler i 1969, blandt andet manglede forlygterensere, nakkestøtter og to-kreds bremser, og Citroën mente dengang ikke at det var udgiften værd at montere dette kun til Sverige. Modeller efter 1985 har det krævede udstyr, undtagen forlygterensere, og kan derfor indregistreres i Sverige uden problemer.

## Arvtagerne
2CV'ens grundkonstruktion blev rygraden i mange af Citroëns mindre modeller, disse biler kaldes også for A-modeller (jævnfør deres typebetegnelse) og tæller biler såsom 2CV varevogne (AU, AZU, AK), Dyane (AYCB) og varevognen Acadiane (AYCD), Mehari (AYCA) samt Ami 6 og 8 (og den firecylindrede Ami Super).    